# John Chrisostom Kwon Hyok-ju
John Chrisostom Kwon Hyok-ju (coreano 권혁주, Uisong-kun, Coreia do Sul, 5 de setembro de 1957) é um clérigo sul-coreano e bispo católico romano de Andong.
John Chrisostom Kwon Hyok-ju recebeu o Sacramento da Ordem em 26 de janeiro de 1983.
Em 16 de outubro de 2001, o Papa João Paulo II o nomeou Bispo de Andong. O arcebispo emérito de Seul, cardeal Stephen Kim Sou-hwan, o consagrou bispo em 4 de dezembro do mesmo ano; Os co-consagradores foram o Arcebispo de Daegu, Paul Ri Moun-hi, e o Bispo Emérito de Andong, René Marie Albert Dupont M.E.P..